# Ana Teresa Ortega

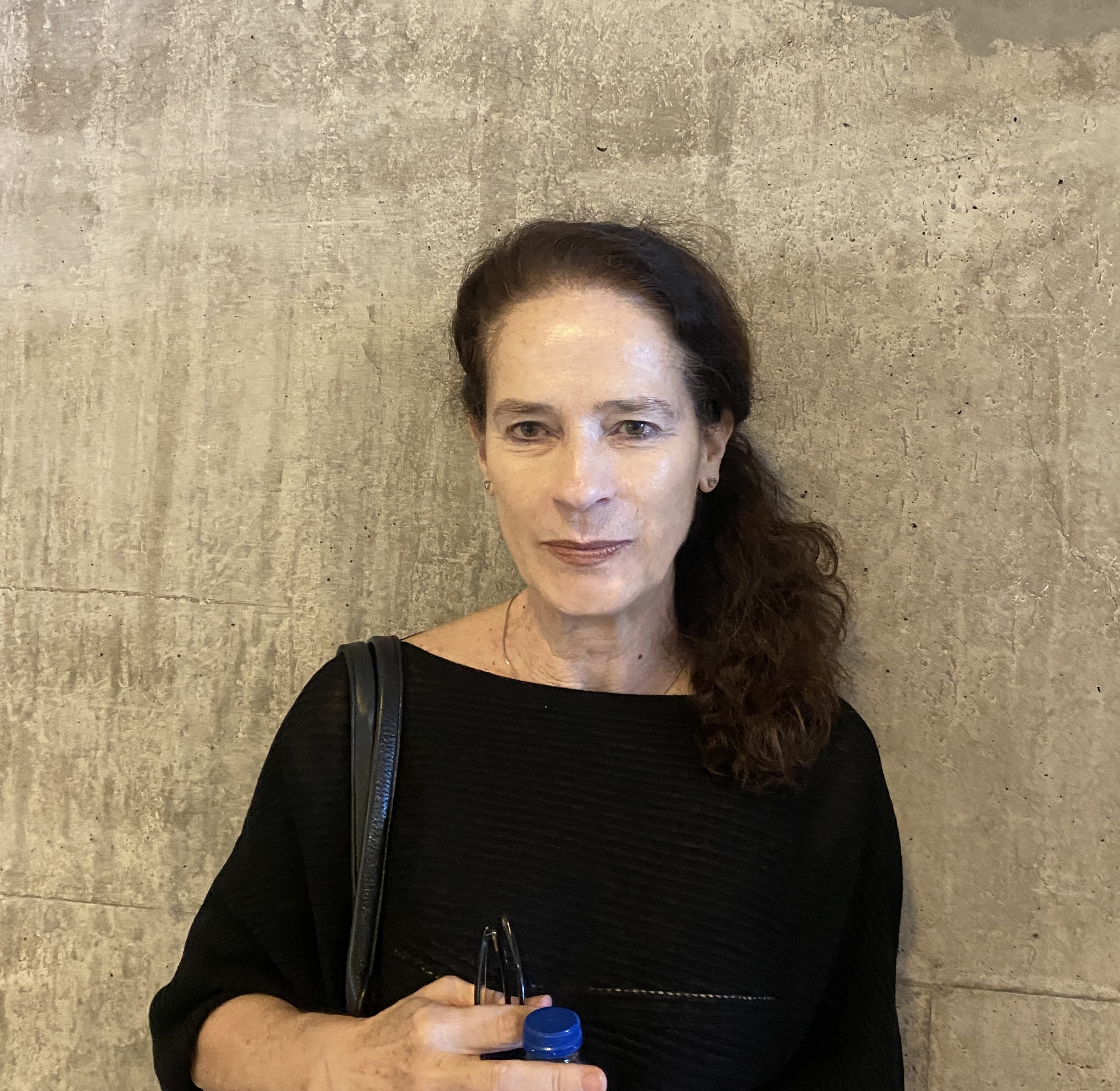
Ana Teresa Ortega

Ana Teresa Ortega Aznar (* 1952 in Alicante) ist eine spanische Fotografin und Objekt-Künstlerin.

## Werk
Ana Teresa Ortega studierte bildende Kunst mit dem Hauptfach Skulptur an der Fakultät der Schönen Künste der Polytechnischen Universität Valencia, interessierte sich jedoch gleichermaßen für Fotografie. In ihren dreidimensionalen Fotoesculturas brach sie ab den 1980er Jahren mit der traditionellen zweidimensionalen Fotografie. Anfangs wurden diese Konstruktionen aus Glas, Stoff oder Metall mit integrierten Fotos sowohl innerhalb der Fotografie als auch in der Objektkunst nur zögerlich akzeptiert.
Sie sieht in der Fotografie eine zeitgeschichtlich-politische Aufgabe. Die Gesellschaft habe eine Neigung zum Verdrängen, zum „absichtsvollen Vergessen“ unangenehmer Erinnerungen. Ihr Projekt Figuras del exilio von 1997–1999 widmete sie  Menschen, die in der Franco-Diktatur zur Auswanderung gedrängt oder auf andere Weise marginalisiert wurden. 2006–2014 schuf sie mit Cartografías silenciadas eine Erinnerung an die Räume, in denen während der Diktatur harte Repression herrschte. Schulen, Klöster, Stierkampfarenen, Kasernen waren, über das ganze Land verstreut, Orte der Gefangenschaft, der Folter und der Zwangsarbeit. De trabajos forzados, 2014–2019 entstanden, zeigt Bilder von Bauwerken, die von Zwangsarbeitern errichtet wurden.
Ihre frühen Bilder waren in Schwarz-Weiß gehalten und zum großen Teil unscharf. Dramatisch aufgeladen beschwören sie die Erinnerung an historische Ereignisse herauf. Neuere Werke zeigen sich in entsättigter Farbigkeit. Die Darstellung der menschlichen Figur weicht einer kühlen, leidenschaftslosen Stille, die an die Werke von Bernd und Hilla Becher erinnert. Die Künstlerin selbst sieht sich jedoch eher von Filmemachern beeinflusst, die sich mit dem Thema Erinnerung beschäftigt haben, beispielsweise von Chris Marker.
Ana Teresa Ortega ist ordentliche Professorin an der Fakultät der Schönen Künste der Polytechnischen Universität Valencia.

## Auszeichnungen
- 2020 Premio Nacional de Fotografía[3][9]

## Publikationen (Auswahl)

### Bildbände
- Álvaro de los Ángeles: Jardines de la memoria. Fundació Espais, 1987.
- Foto-esculturas, instalaciones. Texte von Álvaro de los Ángeles und Enric Mira. Diputaciò de València. Institució Alfons el Magnànim, ISBN 84-7822-482-3.
- cartografías silenciadas. Texte von Pep Benlloch, Miguel Morey, Francisco Espinosa Maestre, und Ana Aguado. Universitat de Valencia, Valencia 2010, ISBN 978-84-370-7878-6.
- Passat i present, la memoria i la seua construcció/Pasado y presente, la memoria y su construcción. Texte von Pep Benlloch, Victor del el Río und Ana García Varas. Kurator: Pep Benlloch. Consorcio de Museos de la Comunitat Valenciana – Museo de la Universidad de Navarra, Valencia 2019, ISBN 978-84-482-6389-8.

### Ausstellungskataloge
- Institut de Cultura de l’Ajuntament de Barcelona (Hrsg.): Metronom 1998-1999. Fundació Rafael Tous d’ Art Contemporani, Barcelona 1999.
- Optical Allusions. Nuevas perspectivas de la fotografía española. Consorci de Museus de la Comunitat Valenciana, Valencia 2000.
- Vigovisions. In: IX Fotobienal de Vigo. Concello de Vigo, Vigo 2000.

### Artikel in Fachzeitschriften
- Figuras del exilio, Instalación Metronom. In: Metrópolis Mediterránea. Nr. 43. Barcelona 1998.
- Una aproximación a la fotografía contemporánea española. In: Laberintos, Revista semestral de Humanidades. Nr. 15. Zaragoza 2007.
- Cartografías silenciadas. In: Roulotte. Nr. 7, 2009.
- Cartografías silenciadas. In: Exit – Imagen y Cultura. Nr. 45. Madrid 2012.